# Erőt s Erényt!
Az Erőt s Erényt! című könyv Cseri Dávid második alkotása, mely 2014 tavaszán jelent meg. A magyar lovastársadalom számára kultúrtörténeti mű Pettkó-Szandtner Tibor kalandos életútjáról és munkásságáról szól. Szerzője családi relikviák és visszaemlékezések felhasználásával betekintést nyújt a monarchiabeli társadalmi és társasági életbe több mint negyven korabeli fotóval színesítve.
A szerző az egyik legnagyobb vidéki könyves eseményre, a Győri Könyvszalonra is meghívást kapott ezzel a könyvvel.

## Tartalom
A mű két részre osztható. Első felében Pettkó-Szandtner Tibor életrajzát lehet olvasni korhű fotók kíséretével. A könyv második felében a mester visszaemlékezései találhatóak, korabeli lovasújságokban olvasható hirdetésekkel színesítve. Petkó-Szandtner gyermekkorának legkorábbi, lóhoz, vagy éppen első tanulmányaihoz fűződő emlékeinek papírra vetése után, számos életében meghatározó szerepet betöltő személyt is bemutat. Az olvasó részese lehet a hajdani Brassó kulturális életének, de a magyar ifjak csatározásairól az oláh és a szász diákokkal épp úgy lehet olvasni, mint a lovassági bálok és esti kikapcsolódásokról a magyar lokálokban. A könyvben leírt élmények megmutatják miként zajlott a korabeli huszártisztek kiképzése és még Ferenc József temetésének részleteibe is be lehet tekinteni.

### Pettkó-Szandtner Tibor
A könyv főhőse a bábolnai Shagya-arab lófajta felvirágoztatója, majd megmentője volt többek között Ferenc bajor királyi herceg és George Patton amerikai tábornok segítségével. Bécsen és Aachenen át számos hajtómérkőzés reflektorfényében úszott, a közönség kedvencei közé tartozott. Két világháborút élt és szolgált végig, Horthy Miklós kormányzó iránt épp úgy hűséggel volt, mint elődeihez Ferenc Józsefhez és IV. Károlyhoz a Monarchia huszártisztjeként. A második világháború után nem térhetett vissza hazájába, végül igaz barátja az "angolbeteg" Almásy László közbenjárásával az egyiptomi királyi ménes vezetésével bízták meg, ahol kiemelkedő munkát végzett.

### A visszaemlékezések fejezetei
| - "Gyermekkorom" - "A hajtás és lószeretet első megnyilvánulásai" - "Gyermekkori első megfigyelések" - "Bedőy és Dolhay öreg Petrovay János" - "Müller bácsi" - "Felső Lövő" - "Brassó" - "Déva" - "Keszthely" - "Debrecen 1907" - "Esterházy Pál gróf" - "A debreceni cigányzenészek" - "Nagyatád" - "Fazekas Miska tisztiszolga" - "Moharos János katonai törzsállatorvos" | - "Turja Remete" - "Kisbér" - "Méneskari emlékek" - "Erdődi gróf Pálffy János, pozsonyi gróf" - "Zichy Bubudó" - "Bécsi cseh lovász" - "Marócz Pista" - "I. Ferenc József Őfelsége temetése" - "IV. Károly Őfelsége koronázása /1916.XII.30./ - "Horthy Miklós" - "A magyar paraszt uri gondolkodása" - "Hitler bajusz" - "Az olasz királyi pár látogatása" - "Az olasz trónörökös nászajándéka" - "Kálmán bácsi" - "Pregardt-Paur Loui" |

Egy alkalommal dohányzómban együtt üldögélve bajtársaimmal, Korniss Imre szájában az elmaradhatatlan hosszu száru magyar füstölgő tajtékpipa, s tréfálózás közben megállapitottuk, de kár, hogy nincsen női társaságunk. Mondom, semmi baj, kiküldjük furfangos Miskát a szomszédos, akkor nyáron különösen forgalmas állomásra, akkor még a füredi-zalai vasutvonal nem volt megépitve, s az egész balatoni forgalom Fehérváron át bonyolódott le, hogy nézzen körül, hogy vannak e tisztességes nők az állomáson. Miska kimegy az állomásra s rövidesen vissza is tér, s jelenti: "Hadnagy urnak alássan jelentem, az állomáson nincsen tisztességes nő." Kérdem, hát honnan tudod, hogy melyik a tisztességes nő? Mire határozottan felel: "Az akinek kis tarisznyája van," - az akkortájt divatba jött ridikült értve alatta. Igy megnyugodtunk és nem mentünk ki az állomásra.

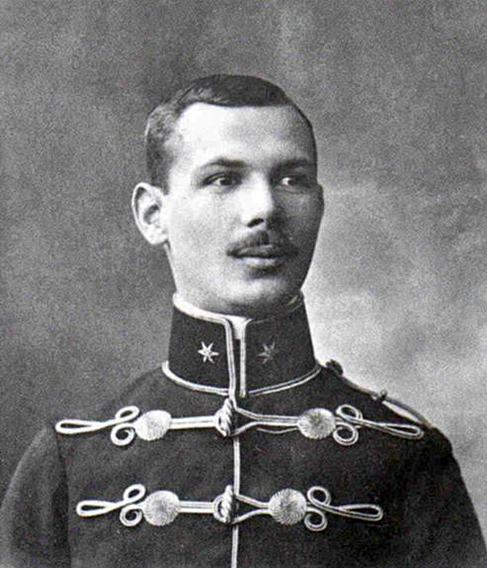
Pettkó-Szandtner Tibor a Monarchia hadnagyaként 1910-ben
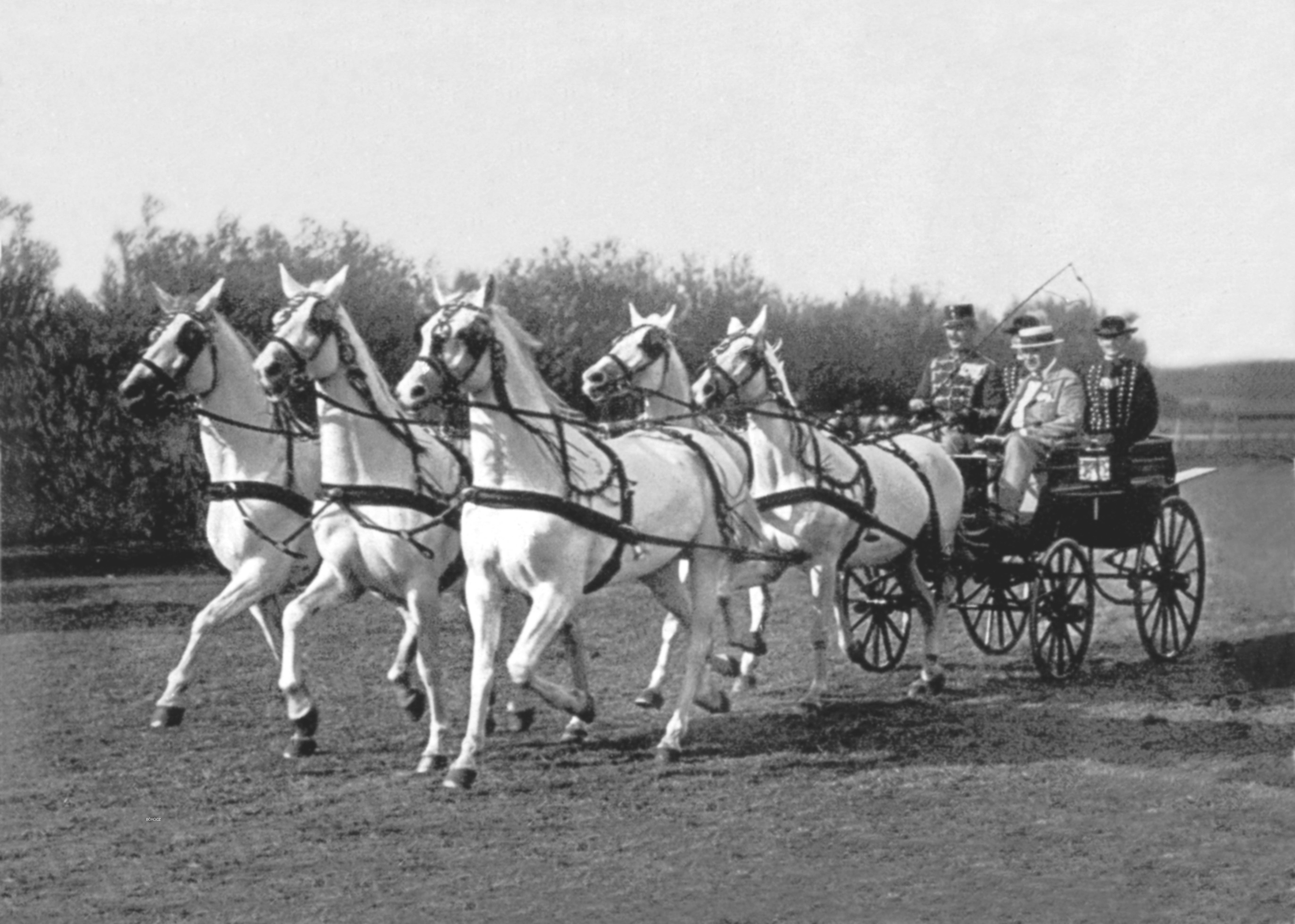
Suhan az arab ötösfogat
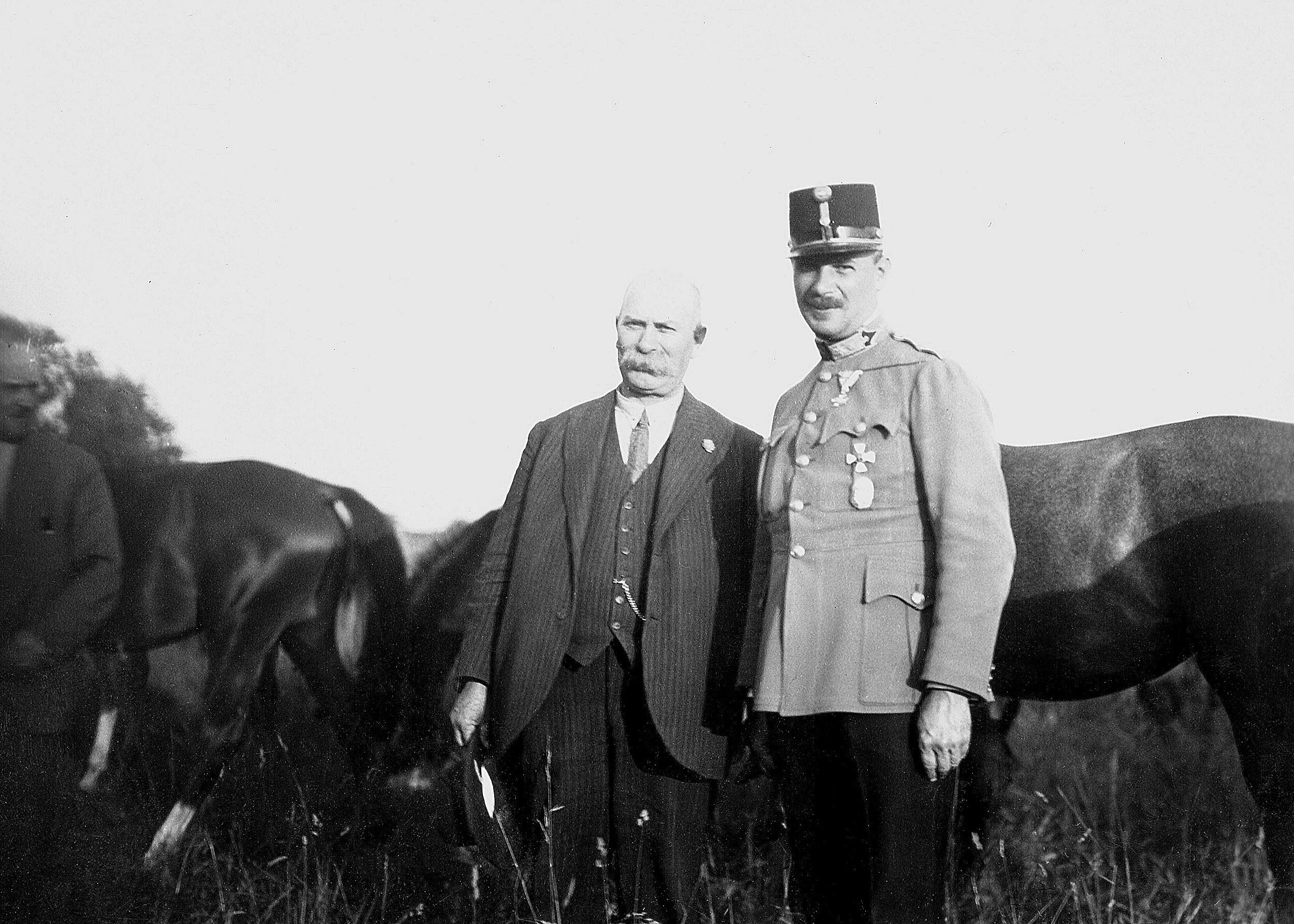
A külföldi delegációk naponta látogatták Bábolnát
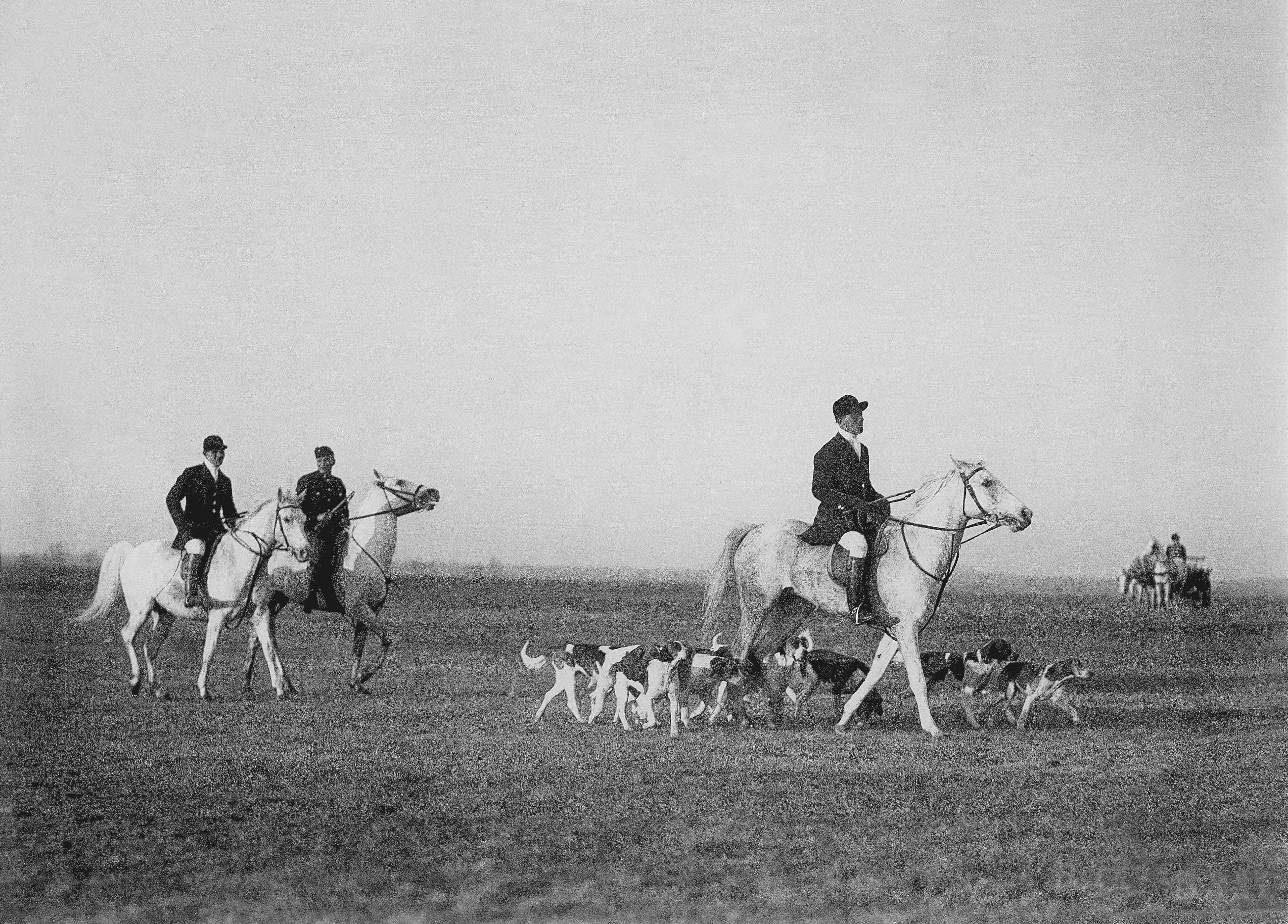
A híres falkavadászatok egyike
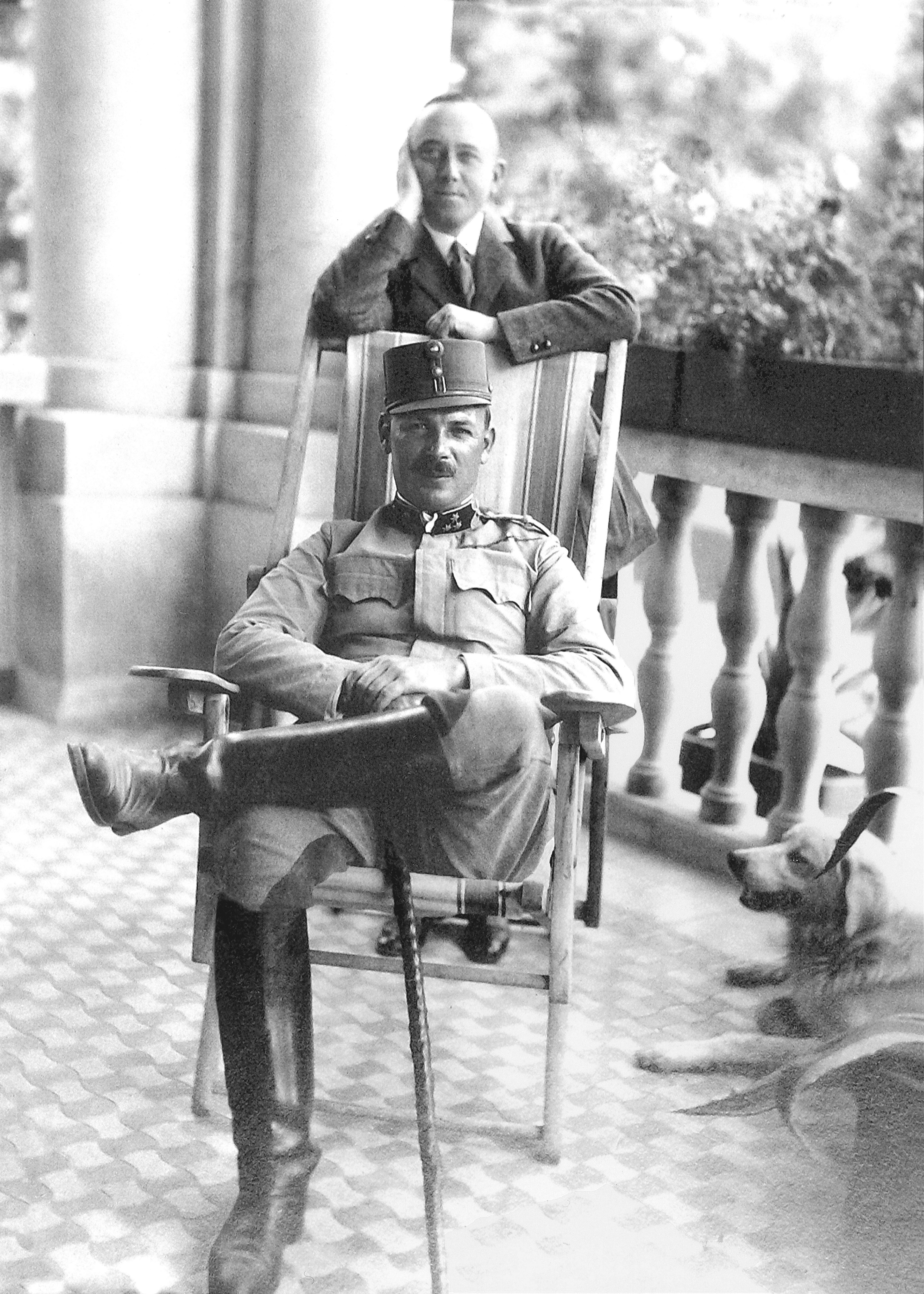
Pettkó-Szandtner Pusztaszentkirályott